# کاشیتسه
کاشیتسه (به صربی: Kašice) یک منطقهٔ مسکونی در صربستان است که در پریژپولجه واقع شده‌است. کاشیتسه ۸۸ نفر جمعیت دارد.